# Prague Cello Quartet
Prague Cello Quartet je české instrumentální uskupení čtyř profesionálních hudebníků, které vzniklo v roce 2006. V originálních úpravách hrají nejen klasické skladby, ale také filmovou, rockovou nebo popovou hudbu. Absolvovali turné po Japonsku, Číně a Jižní Koreji. Pořádají výchovné koncerty pro žáky škol, kde seznamují žáky se základy společenského chování na koncertech. V květnu 2011 vydali své první album No.1. 
Jejich YouTube kanál, s více než 300 tisíci odběrateli, patří mezi 200 nejodebíranějších kanálů v České republice.  

## Členové
- Jan Zvěřina - violoncello
- Štěpán Švestka - violoncello
- Michal Haring - violoncello
- Tomáš Otevřel - kontrabas, baskytara

## Alba
- No.1 (2011)
- Top Secret (2013)
- Happy (2018)
- Broadway (2019)
- Best of & More (2022)